# Artavazde (fils d'Artaban IV)
Artavazde est un prince parthe arsacide du IIIe siècle.
Second fils du roi Artaban V, dernier roi arsacide de Parthie, Artavazde naît probablement vers 215[réf. nécessaire]. Mais en 224, Ardachîr, un puissant roi vassal d'Artaban V, se révolte, renverse et tue son suzerain. 
On possède d'Artavazde des émissions monétaires de 227/228 ap. J.-C. avec les titulatures royales Artavazi malka en pehlvi et ΒΑΣΙΛΕΩΝ ΑΡΣΑΚΟΥ ΕΥΕΡΓΕΤΟΥ ΔΙΚΑΙΟΥ ΕΠΙΦΑΝΟΥΣ ΦΙΛΕΛΛΗΝΟΣ en grec.
Archak, fils aîné du roi déchu, s'exile quelque part en Orient[réf. nécessaire], mais Artavazde, trop jeune, reste dans la patrie de son père où il se fait oublier[réf. nécessaire]. Toutefois, avant 230, Archak revient en Parthie (maintenant devenue la Perse) et s'allie avec Artavazde pour renverser Ardachîr Ier. Mais bientôt, le complot est découvert et Artavazde et son frère sont capturés et exécutés, probablement vers 235[réf. nécessaire].